# Горичко језеро
Горичко језеро је вјештачко језеро у граду Требиње, Република Српска, БиХ. Језеро се налази 4 км од Требиња. Ово акумулационо језеро је настало изградњом бране за потребе хидроцентрале Требиње II (Горица) 1965. године. Горичко језеро је запремине 9,0 хм3, односно 171 хектара воде.

## Историја
Приликом изградње хидроелектране потопљено је насеље Арсланагића Мост. Под воду је потопљено све што је чинило живот на овом подручју. Нове куће подигнуте су у близини, а прије потапања радило се на спашавању културно-историјске баштине и вјерских објеката из долине Требишњице. Тако су измјештена два средњовјековна немањићка манастира: Добрићево и Косијерево, велики број стећака, храм Светог Георгија у Доловима, саграђен у вијереме турске владавине, гробље братства Гудеља, као и сам Арсланагића мост, којег је као задужбину за свога погинулог сина, у борби са Млечанима градио Мехмед-паша Соколовић од 1572—1574.